# Montipora cryptus
Espèce

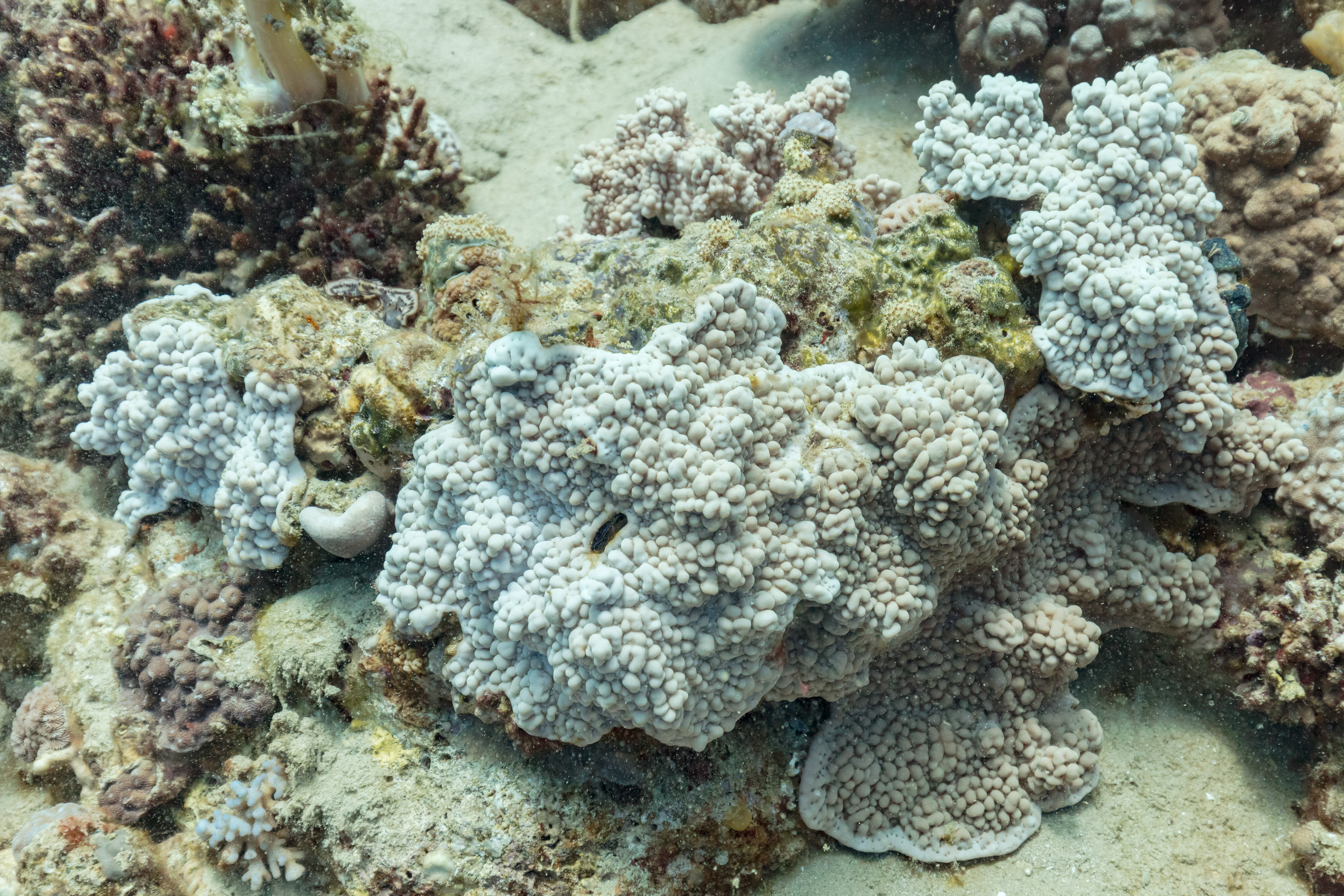
Montipora cryptus au Ras Muhammad National Park en Égypte.

Montipora cryptus est une espèce de coraux appartenant à la famille des Acroporidae.